# Helmut Kandlberger
Helmut Kandlberger (* 4. Juli 1936 in Köln) ist ein deutscher Jazzmusiker.
Kandlberger begann seine Profilaufbahn als Gitarrist, später stieg er auf den Bass um. Schon mit 20 spielte er in amerikanischen Clubs in Frankreich. 1962 war er Gründungsmitglied des Klaus Doldinger Quartetts. Mit Unterbrechungen spielte er bis 1970 in dieser Formation.
Von 1960 bis 1994 war Kandlberger ein vielgebuchter Studiomusiker. Neben dieser Tätigkeit spielte er in weiteren verschiedenen Formationen mit Musiker-Kollegen wie Udo Lindenberg, Herbert Grönemeyer, Paul Kuhn, Johnny Griffin, Manfred Schoof, Philip Catherine, Garcia Morales und Ingfried Hoffmann.
Als Bassist begleitete Kandlberger auch diverse Künstler auf deren Tourneen, so unter anderem Chet Baker, Caterina Valente, Howard Carpendale, Leo Kottke, Volker Kriegel, Deborah Sasson und Hildegard Knef. Mehrere Jahre gehörte er als Bassist der Big Band von Günter Noris an und spielte sporadisch auch im Orchester Kurt Edelhagen.
Seit 1995 arbeitet Kandlberger ausschließlich als Komponist und Arrangeur in seinem Studio in der Nähe von Köln.

## Diskografie (Auswahl)
als Bassist ist er auf folgenden Alben zu hören:
- 1963: Klaus Doldinger – Doldinger Jazz Made in Germany
- 1963: Ingfried Hoffmann – Ingfried Hoffmann’s Hammond Tales
- 1963: Klaus Doldinger – Doldinger Live at Blue Note Berlin
- 1967: Klaus Doldinger – Doldinger Goes On
- 1969: Klaus Doldinger – The Ambassador
- 1972: Ingfried Hoffmann – Robbi, Tobbi und das Fliewatüüt (Soundtrack zur Fernsehserie)
- 1975: Klaus Doldinger – Musik Revue
- 1979: Ocean Orchestra – Ocean Orchestra
- 1979: Herbert Grönemeyer – Grönemeyer
- 1987: Francesco Napoli – Balla ... The First Dance
- 2007: Ingfried Hoffmann – Hammond Bond

als Komponist/Arrangeur:
- 1989: Danuta – Whenever You Go
- 2008: Birgit Lenzen – Eifellieder